# Papel de armenia

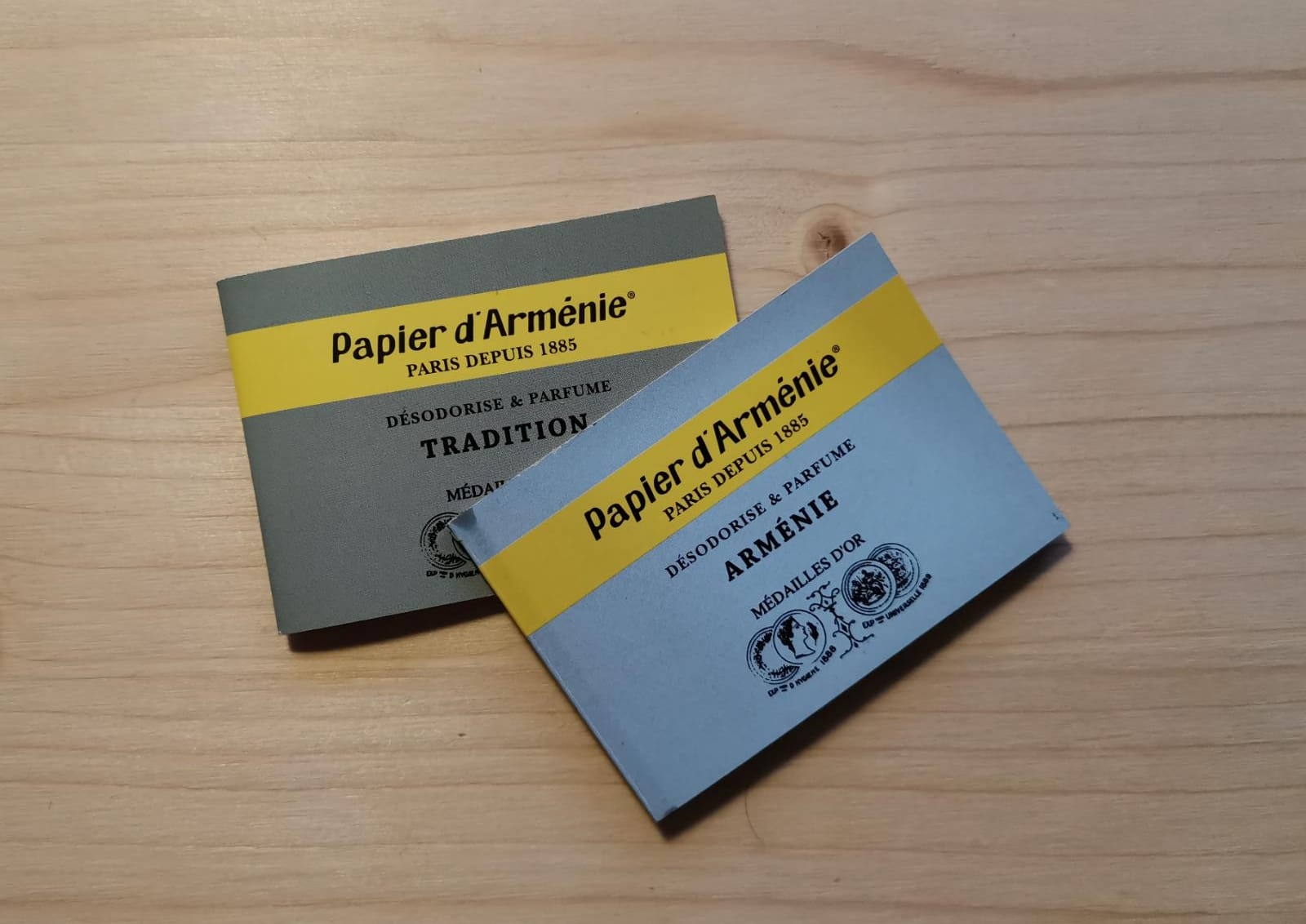
Cuadernos de Papier d'Arménie. Cada una de sus páginas contiene tres tiras de papel secante aromatizado.

El Papel de Armenia es un papel secante aromático impregnado de fragancias o aceites esenciales que actúa como ambientador natural y ecológico.

## Historia
Fue durante un viaje a Armenia alrededor de 1880, entonces parte del Imperio Otomano, cuando el químico francés Auguste Ponsot descubrió que algunos de sus habitantes perfumaban y desinfectaban los espacios interiores quemando resina de benjuí. Se trata de una resina destilada del Styrax benzoin, una planta de la familia de las estiracáceas originaria de regiones templadas y subtropicales del Lejano Oriente.
De vuelta en Francia, Auguste Ponsot se asoció con el farmacéutico Henri Rivier y juntos descubrieron que macerando la resina en alcohol casi puro (90°) se obtenía un olor persistente. Además, la adición de fragancias daba como resultado una mezcla aromática y agradable. Pero necesitaban un soporte: para ello pasaron láminas de papel secante por tanques de agua salada (así se retrasaba la combustión), antes de secarlas, remojarlas en benjuí, y colocarlas en un horno. De este modo consiguieron que el producto final se quemara lentamente y sin llama, tal y como ocurre con el incienso.

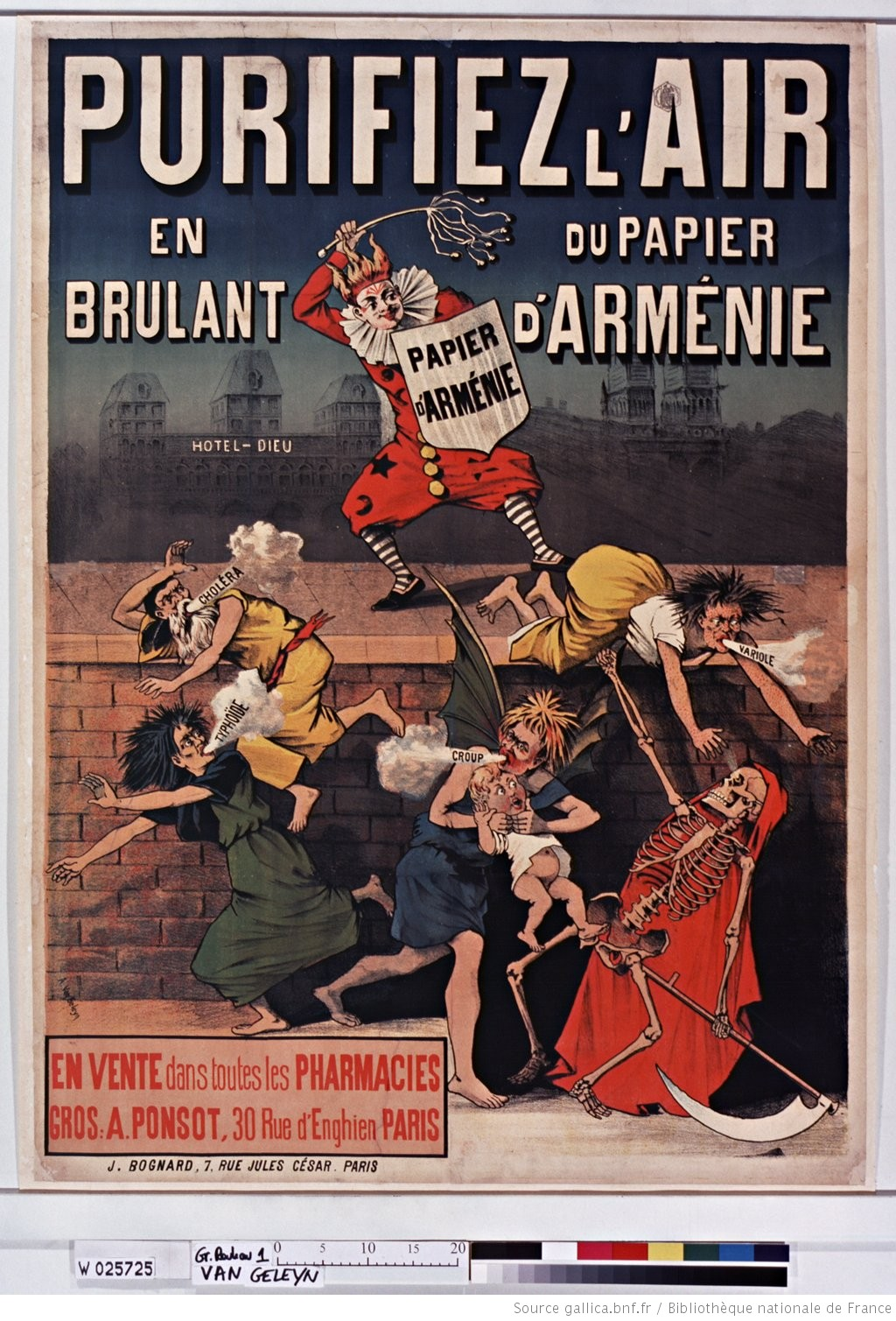
Cartel en el que se lee "Purifica el aire quemando papel de Armenia" (1880 - 1890)

Así, en 1885 nace en la ciudad francesa de Montrouge el "cuaderno Triple", un cuadernillo que contiene pequeñas tiras fragantes de papel para quemar, con “notas dulces, de vainilla y balsámicas que recuerdan los aromas de Oriente". La creación de Rivier y Ponsot fue presentada en la Exposición de Higiene de 1888 y la Exposición Universal de París de 1889, a partir de cuando, según la empresa, empezó a tener un éxito notable y pronto el aroma llenó los salones bohemios de París. Tanto el formato como la fórmula se han mantenido invariables desde su creación.
El 30 de enero de 2017 una explosión en la histórica fábrica de Montrouge dejó seis heridos, dos de ellos graves. La producción de papel se reanudó en la misma fábrica en junio de 2018.
Además de la fragancia original, hoy Papier d'Arménie fabrica cuadernillos con dos nuevos olores: Arménie (incienso y mirra con notas amaderadas y avainilladas) y Rose (rosa con toques afrutados). En ambas fragancias ha trabajado el perfumista Francis Kurkdjian.
Aproximadamente, cada año se venden tres millones de cuadernillos y la empresa abastece a 20.000 puntos de venta en Francia. Al frente de la misma está Mireille Schvartz, bisnieta del farmacéutico Rivier.

## Utilización
El papel de Armenia se utiliza quemando una de las tres tiras recortables que forman cada una de las páginas del cuadernillo. Una vez troquelada, se dobla en forma de acordeón y se coloca en un soporte resistente al calor. Según el fabricante, una sola tira de papel basta para perfumar toda la casa y eliminar malos olores (tabaco, cocina, mascotas...). El papel no debe arder, sino que debe permanecer incandescente y consumirse lentamente, desprendiendo un olor característico a benjuí y vainilla. Se recomienda ventilar la estancia regularmente.
Las tiras de papel desprenden olor incluso sin haber sido sometidas a un proceso de combustión, por lo que también pueden utilizarse para perfumar las páginas de un libro, si se guarda entre ellas. Hoy en día también se fabrica en forma de vela.
En sus orígenes, el papel de Armenia se utilizaba no solo como ambientador, sino como purificador y desinfectador del aire. Esta reputación estaba basada en el supuesto hecho de que un trozo de carne mantenido bajo de una campana en la que se había quemado el papel no se había pudrido al cabo de una semana, mientras que la descomposición sí ocurría bajo una campana normal. Hoy en día, hay quien le atribuye propiedades esotéricas, tales como la eliminación de "energías negativas" en el interior de los hogares.

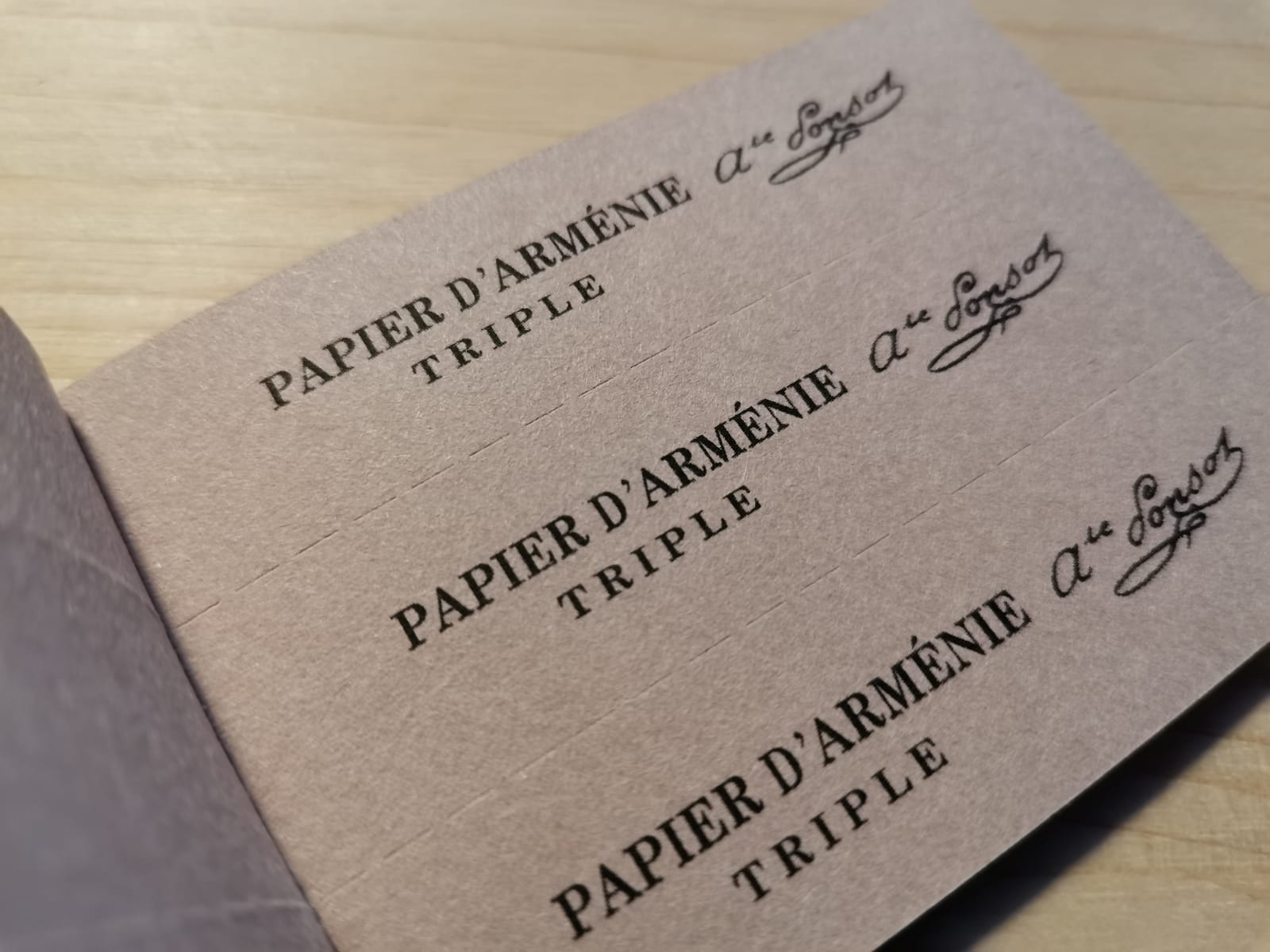
Cada página del cuaderno contiene tres tiras de papel con la firma de Ponsot.

## Toxicidad
Aunque su toxicidad es menor que la del incienso, el papel de Armenia puede ser perjudicial para la salud si se utiliza en dosis elevadas, durante mucho tiempo o en espacios mal ventilados. La combustión del papel libera residuos, como el formaldehído, el benceno o el monóxido de carbono, que pueden causar migraña a personas sensibles. También se demostró que pueden liberar acroleína, provocando irritación.
Testado junto con otros 71 ambientadores de interior por la revista Que Choisir, el papel de Armenia mostró, sin embargo, los niveles más bajos de cancerígenos como el benceno y el formaldehído. Deben tener especial cuidado los asmáticos, alérgicos o personas con problemas respiratorios. No obstante, su uso normal no entraña peligro.